# メラ難民キャンプ
メラ難民キャンプ (Mae La refugee camp) は、1984年にタイ、ターク県、ターソーンヤーン地区に設置された、ミャンマー難民のための難民キャンプ。 内務省 (กระทรวงมหาดไทย) 管轄。　ミャンマー国境から10kmに位置し、タイ・ミャンマー国境難民キャンプで最大の30,000人が居住。　住民の90%以上がカレン人で、ミャンマー南東部からタイに避難。
人口の大部分は仏教徒、及びキリスト教徒。
教育、医療、法務、障害者、性犯罪被害者、子供等の支援を行う約15の機関が活動。

## 参照
1. ↑  “アーカイブされたコピー”. 2011年8月9日時点のオリジナルよりアーカイブ。2011年8月6日閲覧。
2. ↑  http://www.unhcr.or.jp/protect/pdf/Oliver-E.pdf UNHCR Thailand and Japan’s Pilot Resettlement Program 25 August 2010